# Административно-территориальное деление Республики Южная Осетия

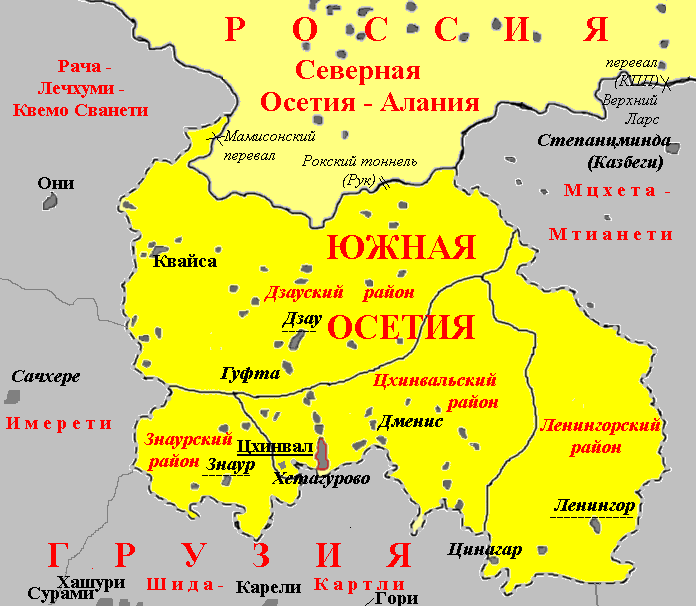
Административно-территориальное деление Республики Южная Осетия

В административно-территориальном отношении частично признанной Республика Южная Осетия делится на 4 района (Цхинвальский, Ленингорский, Знаурский, Дзауский) и 2 города: столица Цхинвал (42 934 чел. в 1989 г. и от 17 тыс. до 30 тыс. в 2009 г.) и Квайса (2264 чел. в 1989 г. и около 1 тыс. чел. в 2009 г.).
Оценка численности населения районов РЮО по данным на 2021 год и по переписи 2015 года в сравнении с оценками в 2009 году и с данными переписи населения 1989 года в ЮОАО:
| Район                          | Числен- ность перепись 2021 | Числен- ность перепись 2015 | Числен- ность, оценка 2009 | Числен- ность, перепись 1989 | Центр    | Числен- ность центра, оценка 2015 | Числен- ность центра, оценка 2009 | Числен- ность центра, перепись 1989 |
| ------------------------------ | --------------------------- | --------------------------- | -------------------------- | ---------------------------- | -------- | --------------------------------- | --------------------------------- | ----------------------------------- |
| Дзауский район (без г. Квайса) | 6021                        | 5582                        | 4000                       | 8154                         | Дзау     | 2111                              | 800                               | 1524                                |
| Знаурский район                | 4604                        | 4531                        | 4000                       | 10189                        | Знаур    | 451                               | 500                               | 755                                 |
| Ленингорский район             | 3665                        | 4209                        | 2500                       | 12073                        | Ленингор | 1033                              | 600                               | 2791                                |
| Цхинвальский район             | 8424                        | 7793                        | 5000                       | 23514                        | Цхинвал  |                                   |                                   |                                     |
| г. Цхинвал                     | 32906                       | 30432                       | 17000                      | 42934                        | Цхинвал  | 30432                             | 17000                             | 42934                               |
| г. Квайса                      | 785                         | 985                         | 1000                       | 2264                         | Квайса   | 985                               | 1000                              | 2264                                |
| всего                          | 56405                       | 53532                       | 33500                      | 98527                        | Цхинвал  |                                   |                                   |                                     |

Районы состоят из 3 посёлков городского типа (Дзау, Знаур, Ленингор) и 41 сельской администрации (сельсоветов), в том числе в Цхинвальском районе — 15, Дзауском — 12, Ленингорском — 8, Знаурском — 6 сельских администраций (сельсоветов).

## История
С точки зрения грузинских властей такой административно-территориальной единицы как Южная Осетия не существует, а её территория поделена между муниципалитетами четырёх краёв Грузии.
| Административное деление с точки зрения | Административное деление с точки зрения |
| Южной Осетии                            | Грузии |
| --------------------------------------- | --- |
| Дзауский район                          | Край Имеретия, Сачхерский муниципалитет (малая часть) Край Рача-Лечхуми и Нижняя Сванетия, Онский муниципалитет (часть) Край Шида-Картли, Джавский муниципалитет |
| Знаурский район                         | Край Шида-Картли, Карельский муниципалитет (часть) |
| Ленингорский район                      | Край Мцхета-Мтианети, Ахалгорский муниципалитет |
| Цхинвальский район                      | Край Шида-Картли, Горийский муниципалитет (часть) |
| г. Цхинвал                              | см. Цхинвальский район |

Согласно Конституции РЮО государственную власть в административно-территориальных единицах Республики осуществляют местные органы государственной власти. 
Местное самоуправление в районах не сформировано